# (3731) Hancock
(3731) Hancock – planetoida z pasa głównego asteroid okrążająca Słońce w ciągu 5,8 lat w średniej odległości 3,23 j.a. Została odkryta 20 lutego 1984 roku. Przed nadaniem nazwy planetoida nosiła oznaczenie tymczasowe (3731) 1984 DH1.